# アオゾラ
「アオゾラ」は、2005年6月～7月に、NHKの音楽番組『みんなのうた』で放送された楽曲。

## 概要
作詞・作曲：吉本佳代、編曲：今野均・岩田雅之、歌：吉本佳代。
平和への願いを込めた歌で、悲しみの涙も青空に昇り、やがては虹になると歌っている。放送では2番が短縮された。
吉本佳代は富山県在住のシンガー・ソングライターで、当時新人として注目を浴びた。
アニメは常連の南家こうじが担当。セピアを基調とした背景に風車のような彩色の花と少年と犬が登場する。後半では成長した男性が空に祈りを込めた瞬間、風が吹き翼が生えて花が散り、空がセピアから青空へ変化し、散った花びらが虹になる。歌詞テロップは画面中央寄りに流れ、「虹」の文字はフェードで少し大きめに映し出された。
放送後反響のあった楽曲の一つで、初回から8か月後の2006年2月に再放送、その後も定期的に再放送されている。
吉本のシングル『炎～homura～』のB面に収録。また2007年日本コロムビアより発売されたCD『NHKみんなのうた BEST40』に吉本歌唱で収録。2012年6月販売の『「NHKみんなのうた」カバー・アルバム』には井上侑によるカバーが収録。